# Marianne Hallbauer-Lichtwald
Marianne Hallbauer-Lichtwald (* 20. April 1903 in Posen; † 12. März 1991 in Trondheim) war eine aus Hitler-Deutschland nach Norwegen emigrierte deutsche Malerin und Grafikerin.

## Leben und Werk
Marianne Natalie Gertrud Lichtwald studierte von 1920 bis 1924 bei Hans Soltmann an der Akademie der Künste in Leipzig und von 1925 bis 1926 an der Kunstgewerbeschule in Hamburg. 1926 legte sie in Braunschweig die Prüfung als Kunstbuchbinderin und Zeichenlehrerin ab. Von 1927 bis 1930 studierte sie bei Walter Klemm, Hugo Gugg und Fritz Fleischer (1861–1937) an der Kunsthochschule in Weimar. Dort lernte sie Christian Hallbauer kennen, den sie 1930 heiratete und dem sie nach Wernigerode folgte, wo sie als Malerin arbeitete. Aus der Ehe ging die Tochter Edith hervor. Von 1930 bis 1937 unternahmen sie mehrere Reisen nach Norwegen. 1932 hielten sie sich ein halbes Jahr in Nordnorwegen auf.
Beide gingen in deutliche Distanz zum Hitler-Regime und emigrierten 1939 nach Norwegen. Dort leben sie anfangs in Selbu, dann in Trondheim. Nach der Besetzung des Landes durch die deutsche Wehrmacht inhaftierte sie der faschistische Sicherheitsdienst SD und hielt sie mehrere Wochen fest. Nachdem sie ohne amtliche Ausweispapiere entlassen worden waren, nähte Marianne Hallbauer zur Sicherung des Lebensunterhalts Hochzeits- und Festkleider für die Bauersfrauen. Erst nach dem Ende des Zweiten Weltkrieges konnte sie sich als Malerin ganz entfalten. Sie wurde Mitglied mehrerer norwegischer Künstlervereinigungen, u. a. Tegnerforbundet und Trondelag Visual Artists. Mit ihrem Mann, und nach dessen Ableben allein, unternahm sie viele Studienreisen, so 1964 und 1966 nach Tunis, im Zeitraum 1962 bis 1969 mehrmals nach Split, 1967 nach Israel, 1968 nach Polen, 1970 nach Spanien und Marokko, 1971 und 1976 nach London, 1972 nach Paris, 1975 nach Nepal und Thailand und 1979 nach China.
Marianne Hallbauer schuf vor allem Aquarelle und Zeichnungen mit Motiven aus Landschaften und von Menschen, die sie in Nordnorwegen, Trøndelag und auf ihren Reisen getroffen hat. Sie porträtierte u. a. den Komponisten Harald Sæverud, die Musikerin Victoria Bachke (1896–1963), die Opernsängerin Aase Nordmo Løvberg, den Komponisten Robert D. Levin und den Pianisten Finn Audun Oftedal (1914–2005). Für Museen, u. a. das Ringve Musikkmuseum, fertige sie auch einige Gemäldekopien, so vom Porträt Johann Sebastian Bachs im Alten Rathaus in Leipzig.

## Werke (Auswahl)
- Andalsnes (Aquarell, 48 × 56 cm, um 1950)[1]
- Tordenskiold Museum (Aquarell)[2]
- Peter Wessel auf dem Schleifstein (Aquarell)[3]
- Torffrauen (1963)[4]
- Bergpredigt (Altarbild in der Nevernes kapell in Rana; um 1961)

## Ausstellungen (unvollständig)
- 1935: Halle, Galerie Neubert („Die nordische Landschaft und der Mensch“, mit Christian Hallbauer)

### Postume Ausstellungen
- 2003 Trondheim, Kunstverein Trondheim[5]
- 2017 und 2018: Selbu, Neadalen Kunstverein[6]